# St. Laurentius (Donndorf)

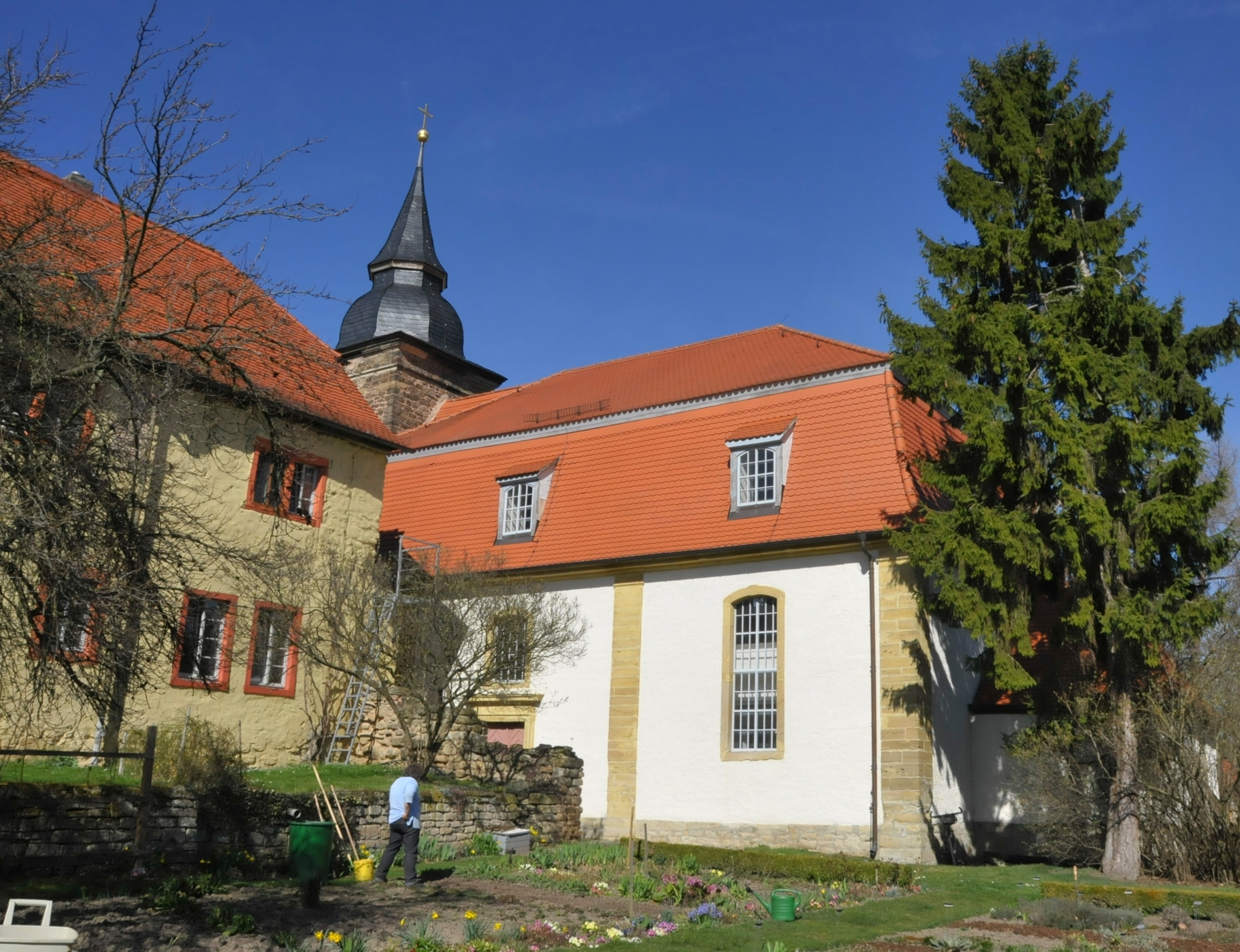
Ansicht aus Süden

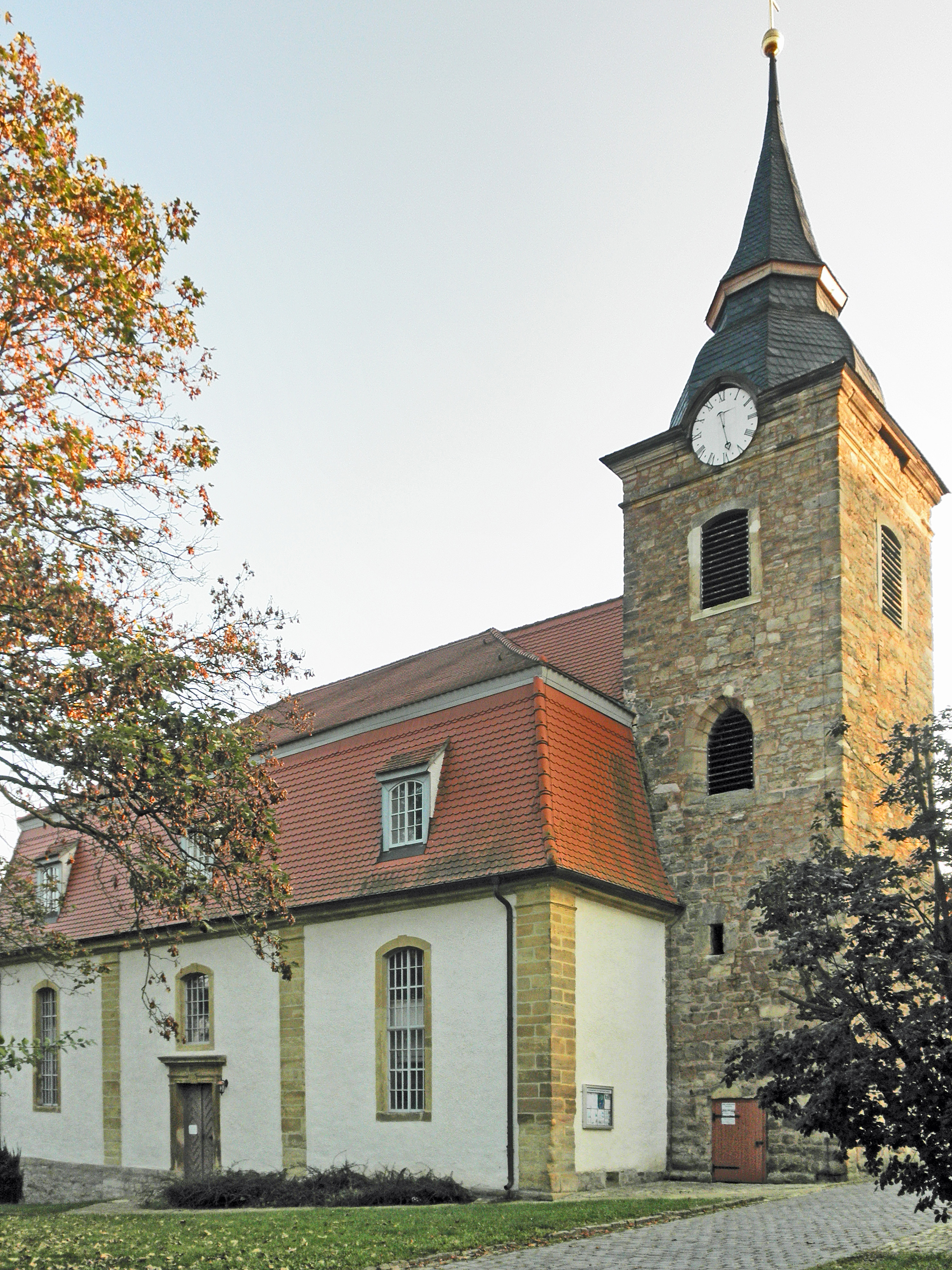
Ansicht von Norden

Die Klosterkirche St. Laurentius auf dem Gelände des ehemaligen Zisterzienser-Klosters und heutigem Ortsteil von Roßleben-Wiehe, Kloster Donndorf im  Kyffhäuserkreis in Thüringen gehört zum Kirchenkreis Eisleben-Sömmerda in der Evangelischen Kirche Mitteldeutschlands. Sie ist nach Südost ausgerichtet, der Turm steht am nordwestlichen Ende des Kirchenschiffes.

## Geschichte
Die Vorgängerkirche St. Laurentius stammte aus dem 13. Jahrhundert (etwa 1270) und wurde als Klosterkirche für die hierher übergesiedelten  Zisterzienser-Nonnen aus Bachra aus Sandstein in gotischem Stil errichtet. Die Kirche wurde 1641 während des Dreißigjährigen Krieges von schwedischen Truppen zerstört.
In den Jahren 1746–1754 wurde die heutige Kirche an gleicher Stelle im Barockstil erbaut und erneut dem St. Laurentius geweiht. Dabei wurde der spätmittelalterliche Westturm des Vorgängerbaus in den Neubau integriert. Letzter zeigt sich als einschiffiger Saalbau mit breiten Segmentbogenfenstern und abgewalmten Mansardendach.
Die Freiherren von Werthern-Wiehe errichteten als Administratoren des Klosters und der um 1561 eingerichteten Klosterschule Donndorf unter der Sakristei der Kirche ein Erbbegräbnis für ihre Familie. Die Gruft wird durch zwei hintereinander liegende Gewölbe gebildet. Über dem Eingang zur Gruft ist das erhabene Werthernsche Wappen in feinem Sandstein angebracht.
Das Innere der Kirche beherrscht ein Kanzelaltar mit korinthischen Säulen. Die Orgel auf der Empore stammt vermutlich aus der Orgelbauerwerkstatt Gerhard aus Lindig bei Kahla und ist derzeit unbespielbar, wird aber seit 2024 restauriert. Altar und Orgel entstammen dem 18. Jahrhundert. An der südwestlichen Wand der Kirche sind zwei Gedenktafeln aus den Jahren 1791 und 1772 angebracht, die an den Tod von Bürgern aus Kleinroda erinnern.
Über dem südlichen Ausgang der Kirche ist ein farbiges Wappen derer von Werthern angebracht. Die Grabplatte eines im frühen 17. Jahrhundert Verstorbenen ziert die Wand neben der Tür.
Im Jahre 2004 wurden zum 250-jährigen Bestehen der Kirche die Sanierungsarbeiten durch die Gemeinde Donndorf abgeschlossen. Durch Spendengelder von Bürgern aus Kleinroda und Donndorf waren das Uhrwerk und Läutwerk im Kirchturm wieder instand gesetzt worden, so dass am 28. August 2004 nach vielen Jahrzehnten erstmals wieder die Kirchturmuhr ertönte.
Ein 30 m tiefer alter verschütteter Brunnen in der Nähe des Turms wurde bei Sanierungsarbeiten wiederentdeckt, sorgfältig wiederhergerichtet und mit einem hölzernen Dach versehen.
Seit 1995 findet alljährlich am Himmelfahrtstag das Kirchweihfest statt mit einem großen Regionalgottesdienst der umliegenden Kirchspiele.

## Fotos der Kirche

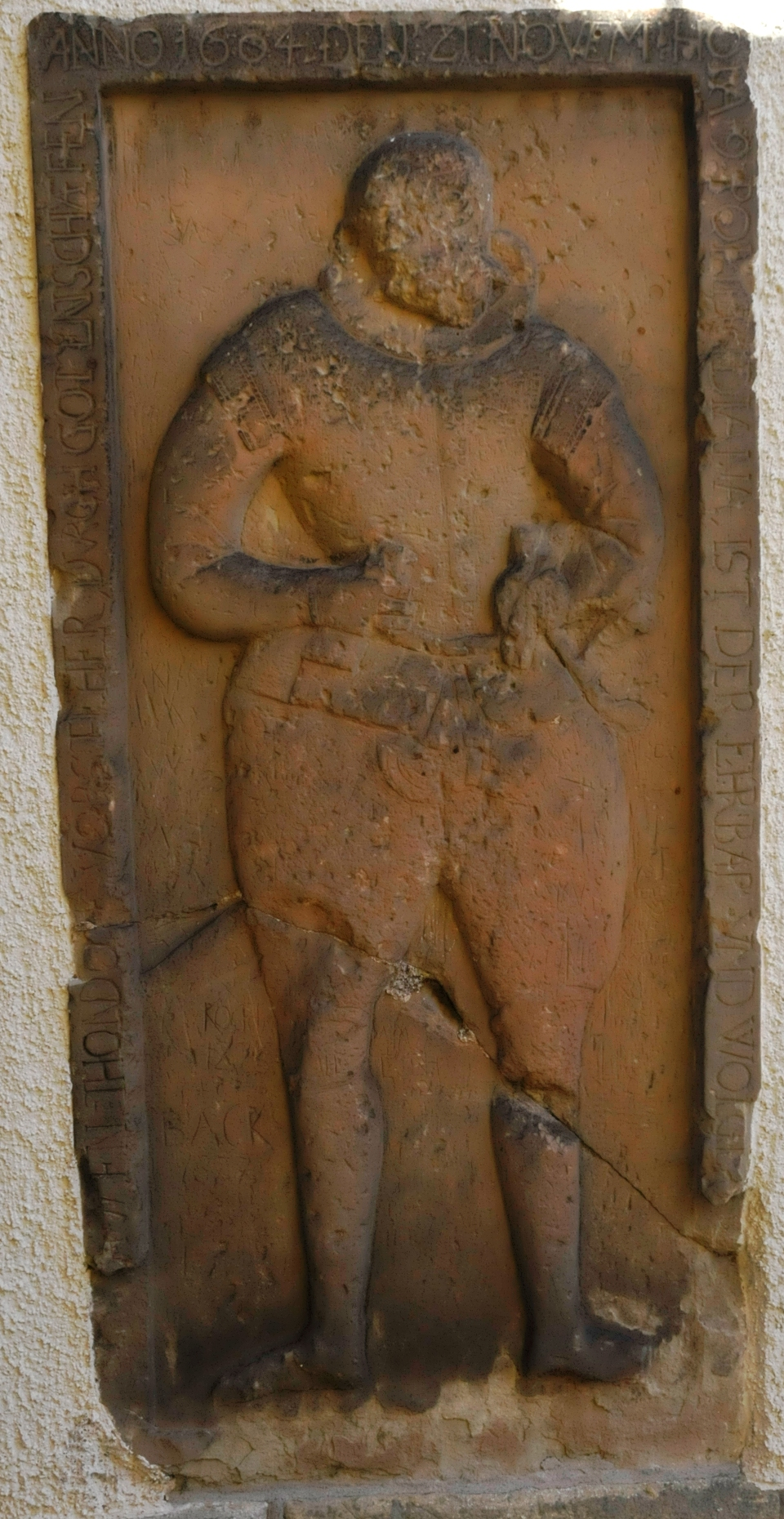
Grabplatte an der äußeren Kirchenmauer
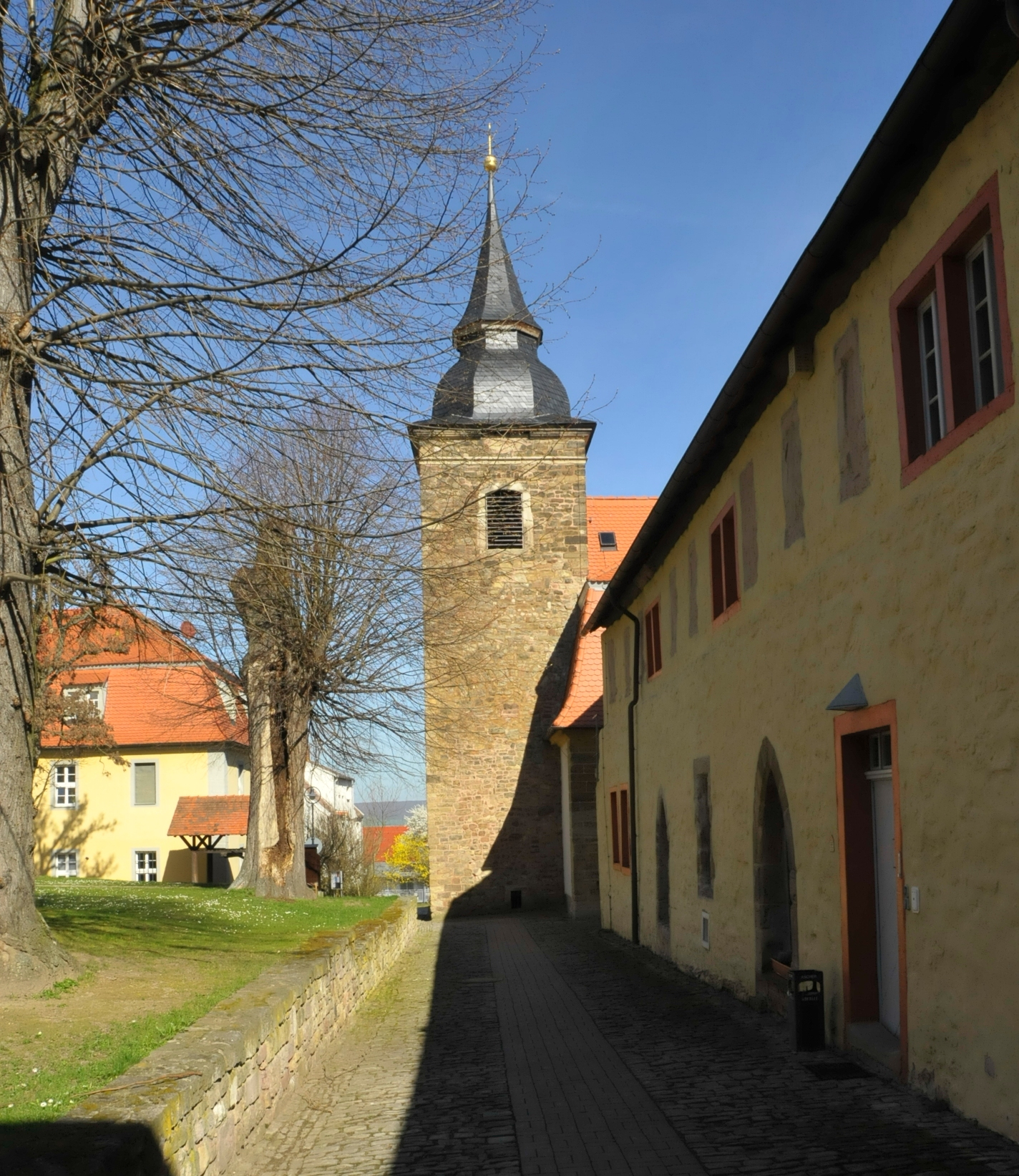
Ansicht aus dem Klosterhof
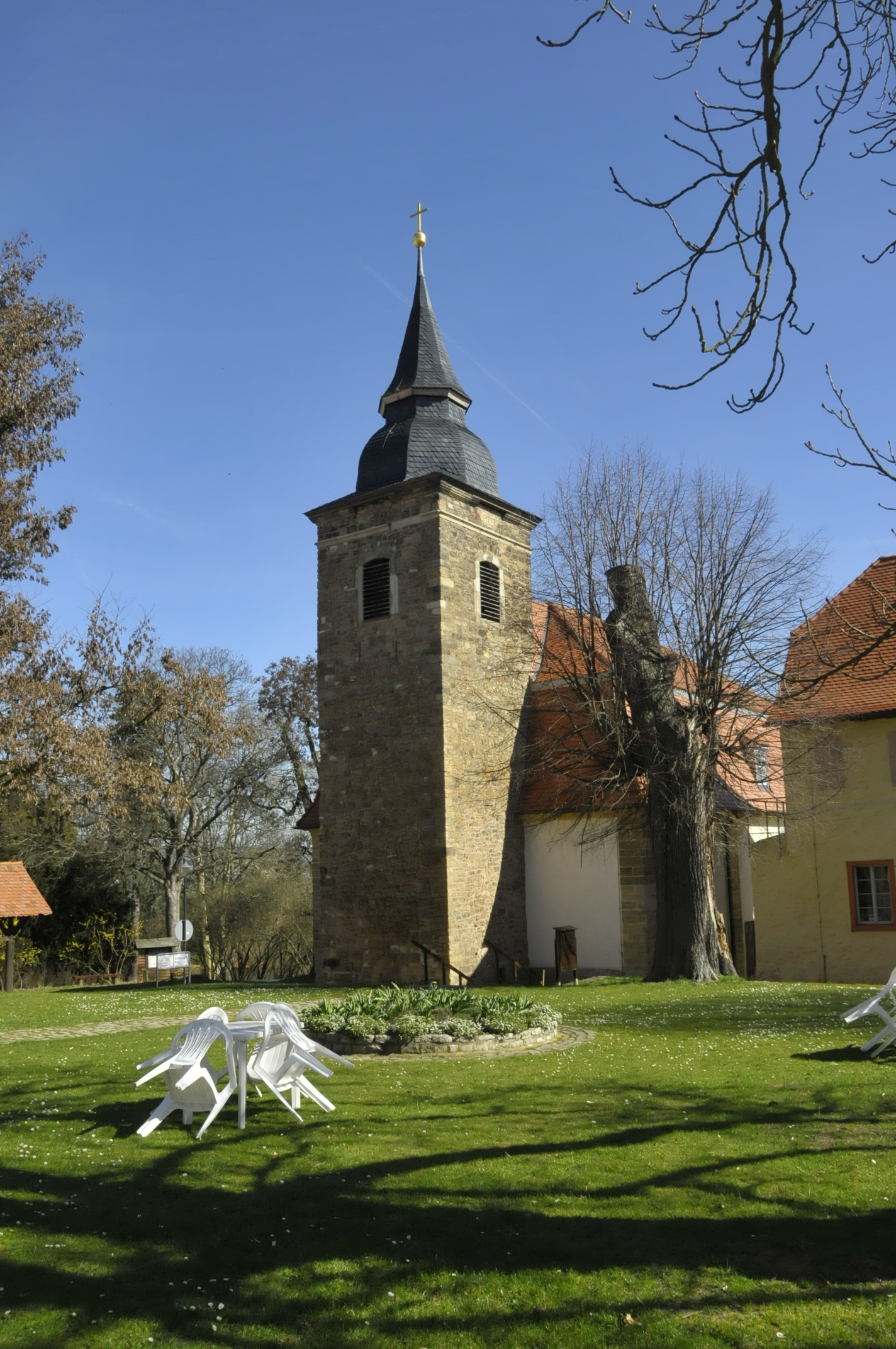
Ansicht von Westen
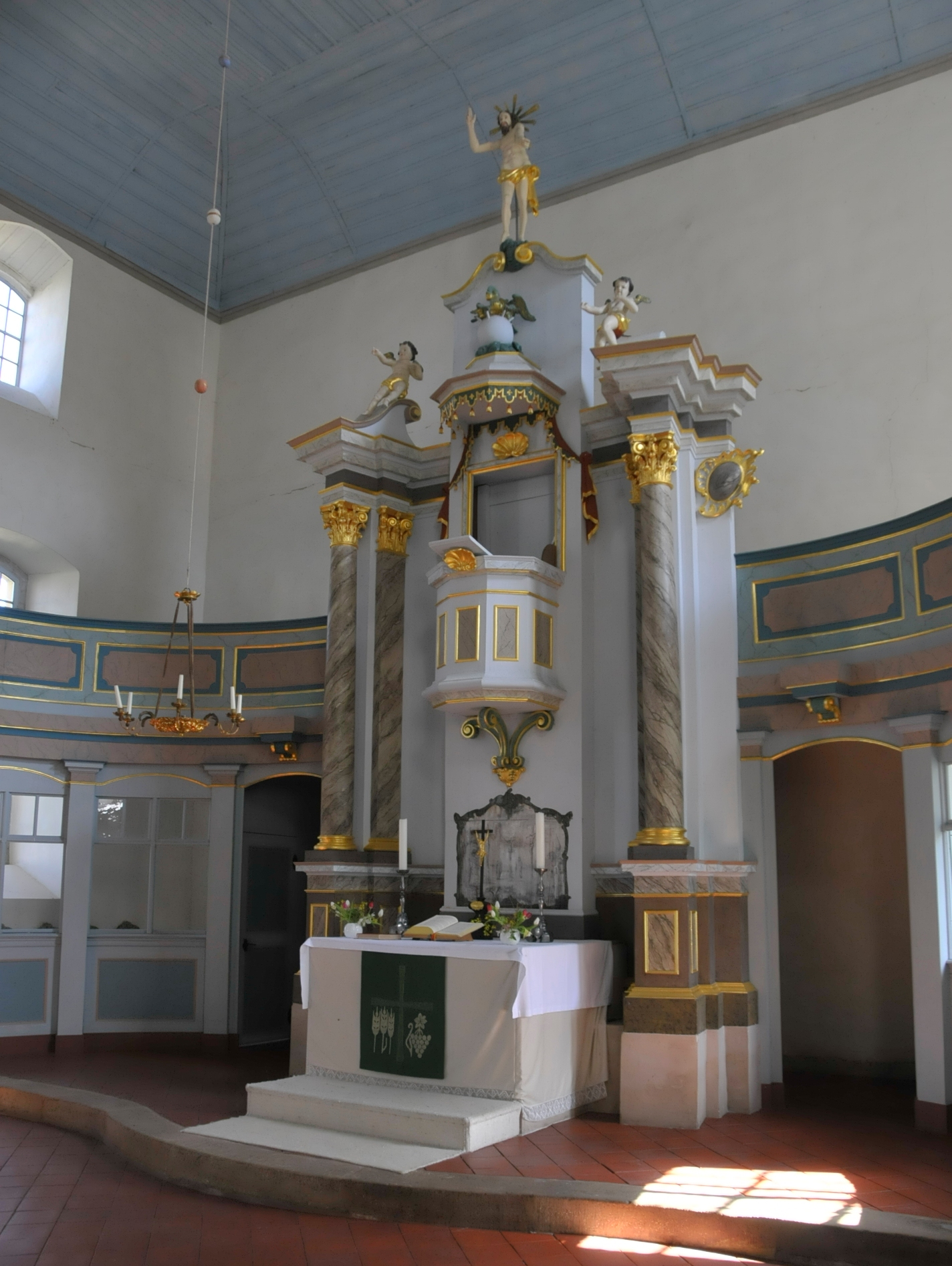
Kanzelaltar
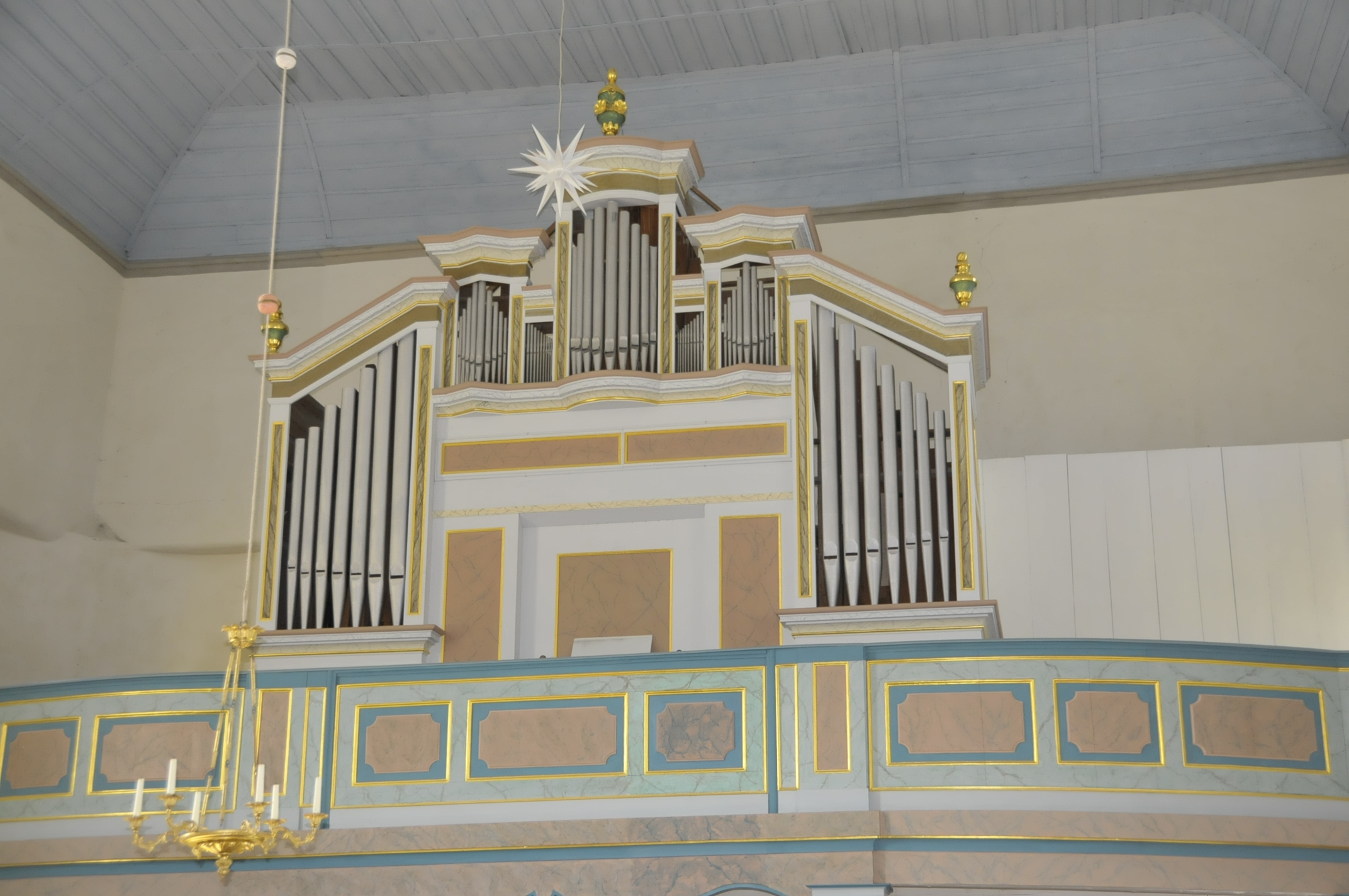
Orgelprospekt
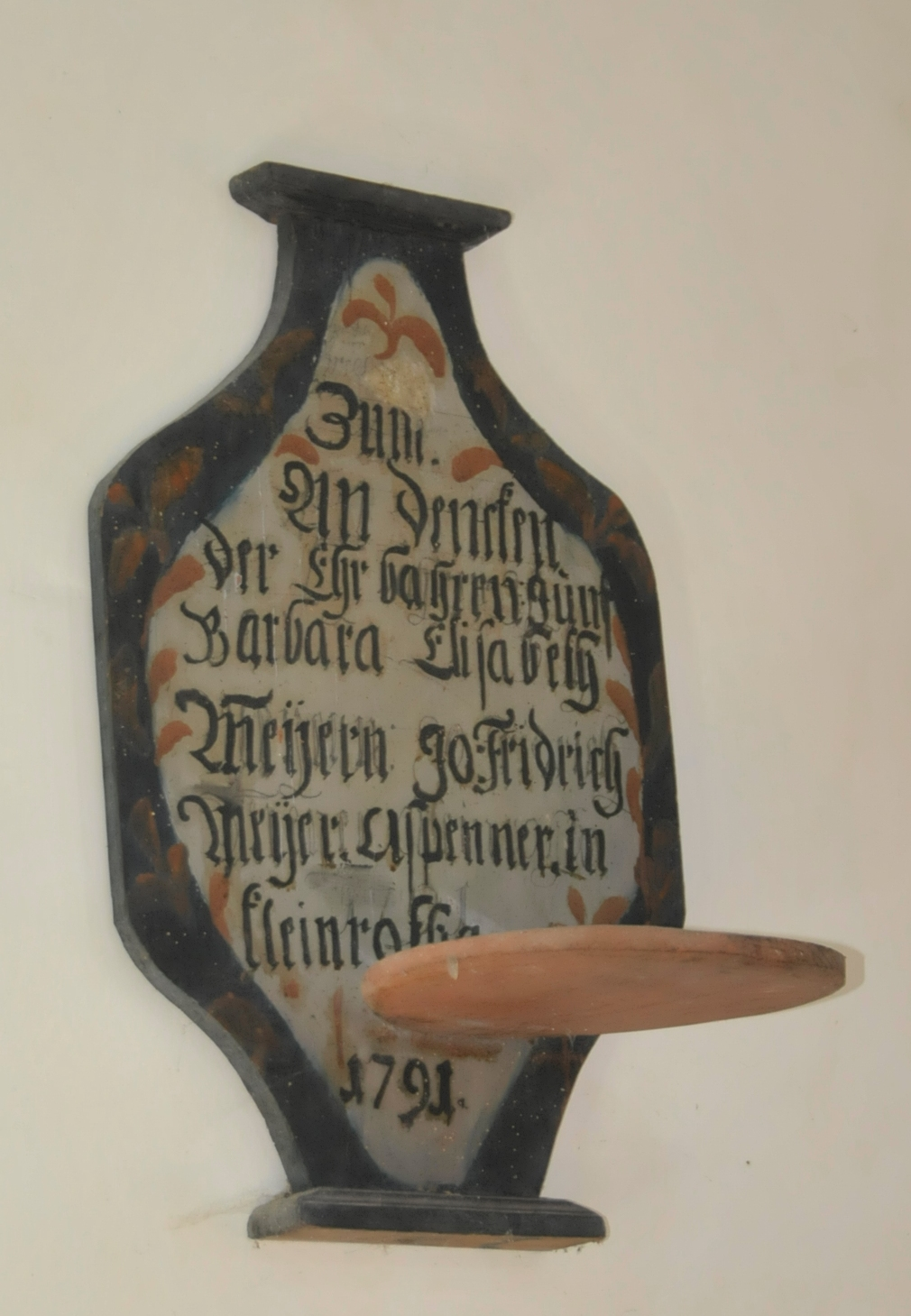
Gedenktafel von 1791
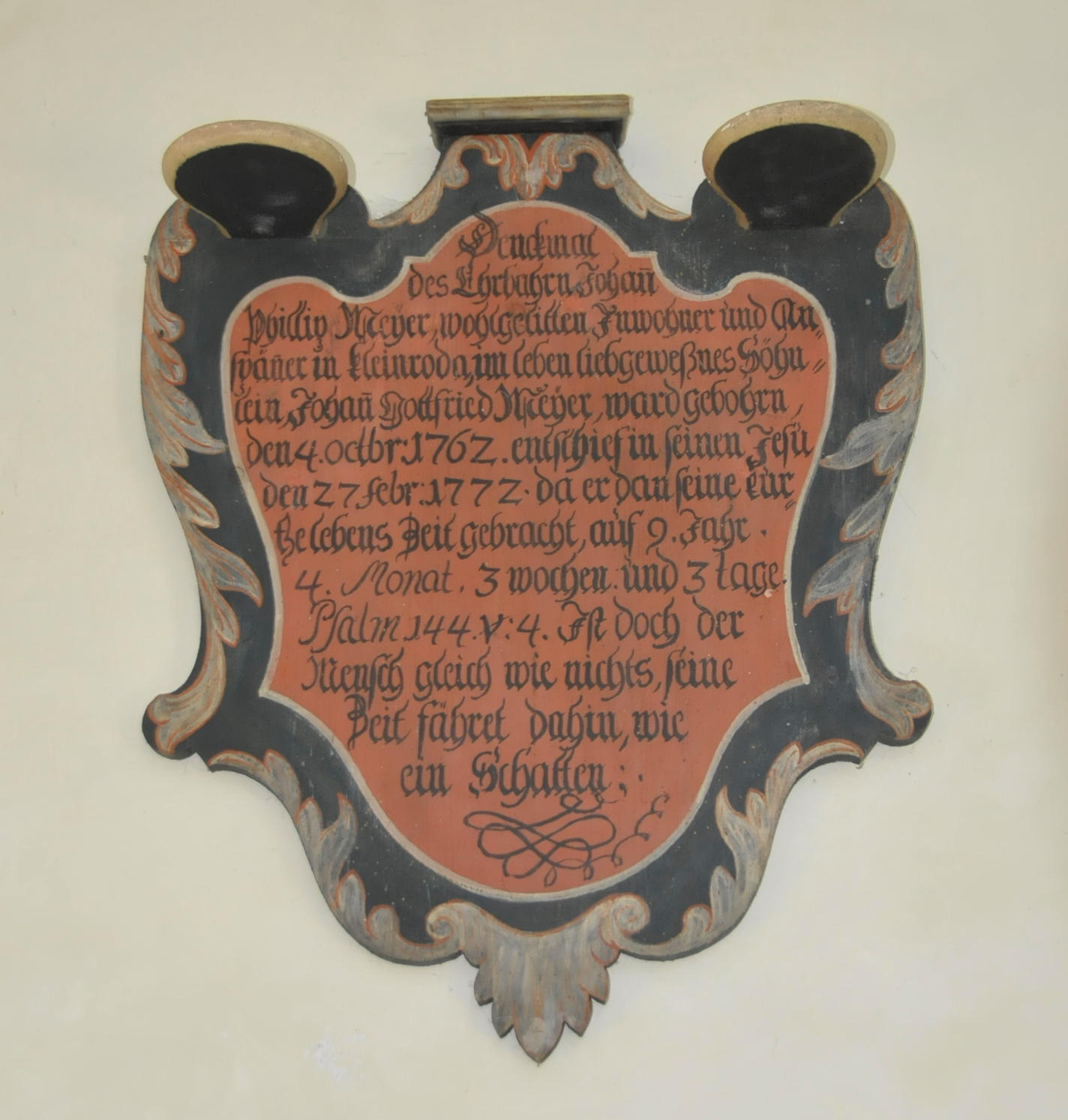
Gedenktafel von 1772
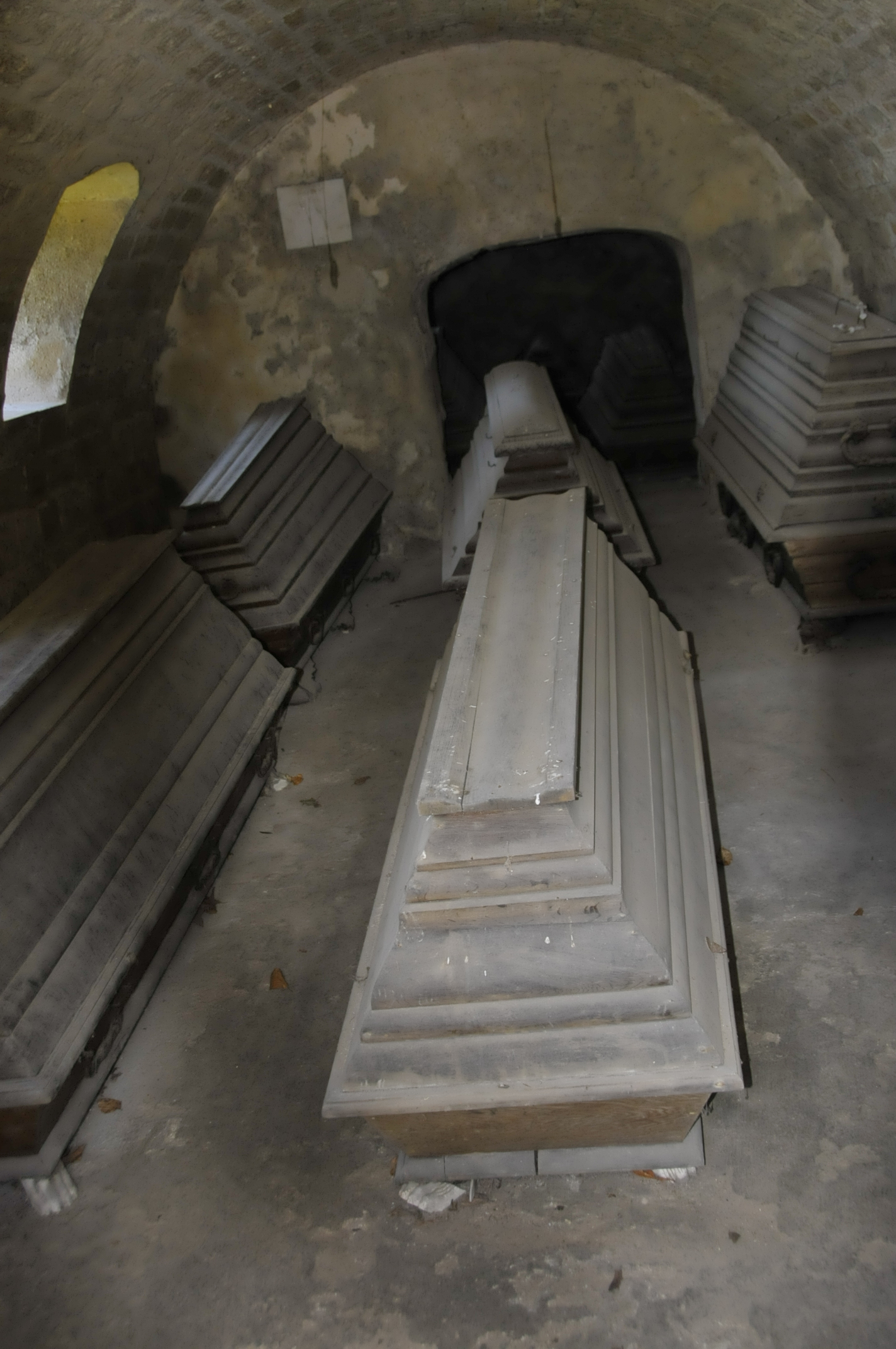
Särge derer von Werthern in der Gruft
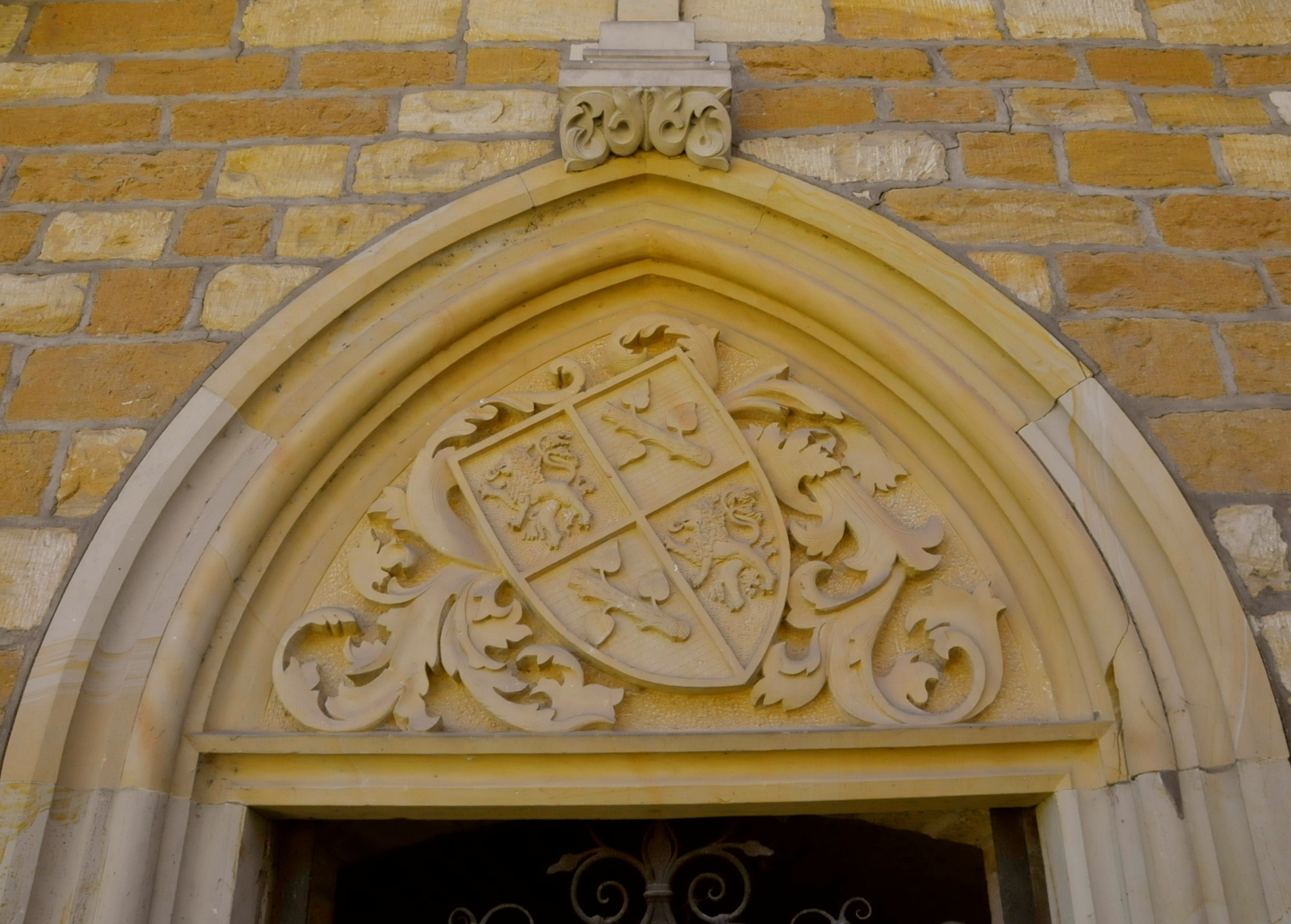
Werthern-Wappen über dem Grufteingang

## Quelle
- Infoblatt an der Kirche